# Yazdanesimo

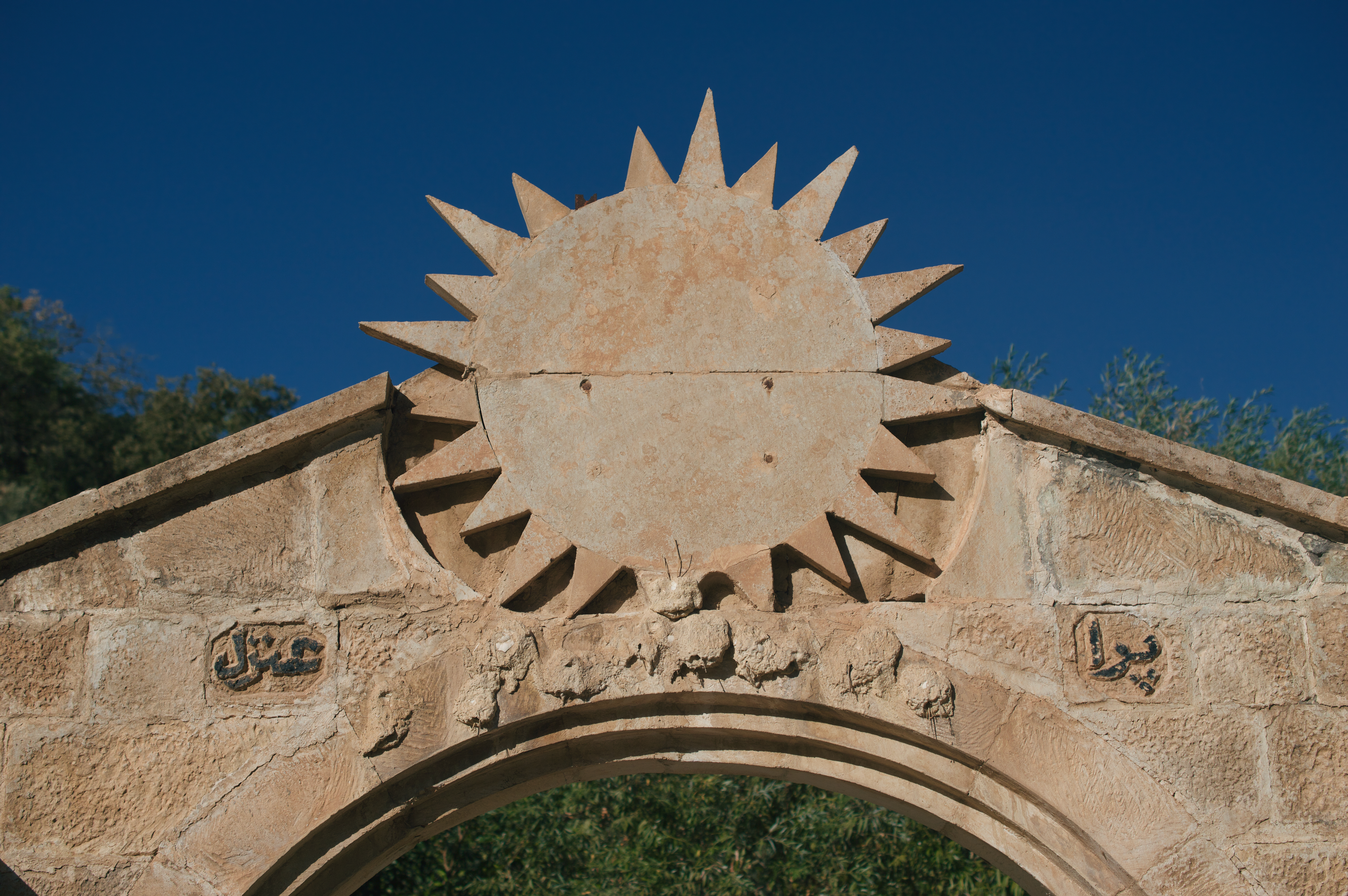
Arco d'ingresso alla valle sacra degli yazidi a Lalish, Kurdistan iracheno.

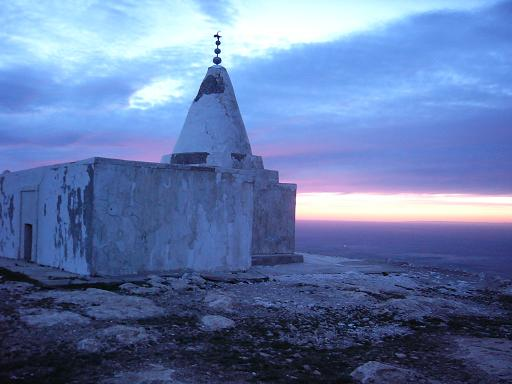
Tempio di Chermera (Quaranta Uomini) sul picco più alto del Jebel Sinjar, Iraq settentrionale.

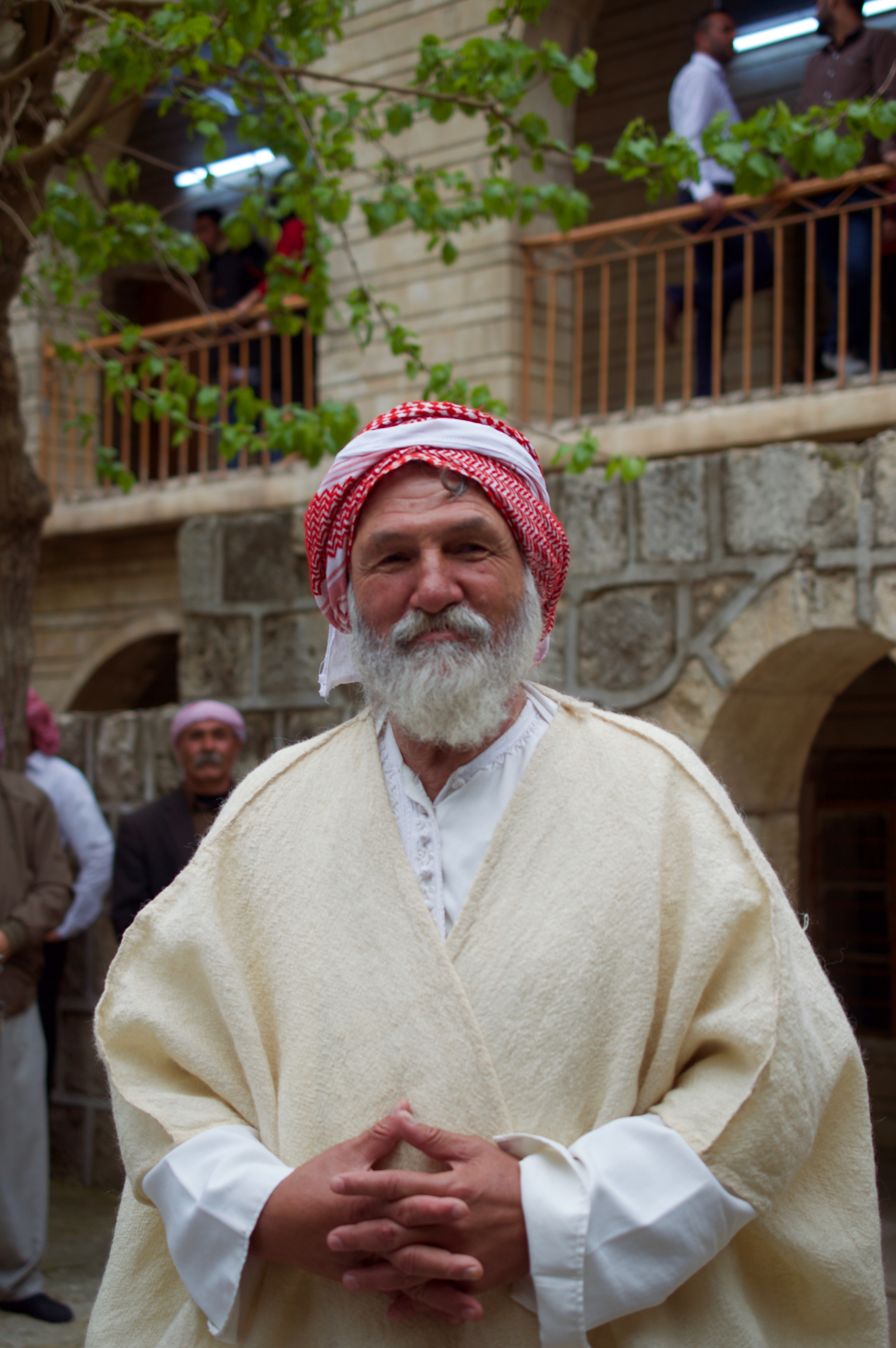
Anziano yazida a Lalish.

Lo yazdanesimo, o Culto degli Angeli, è una religione pre-islamica nativa del popolo dei curdi. Il termine è stato coniato dallo studioso curdo Mehrdad Izady per rappresentare quella che considera essere la religione originale dei curdi. Secondo Izady, lo yazdanesimo si articola in tre denominazioni: lo yazidismo, lo yarsanesimo, e l'alevismo. Queste tre tradizioni riassunte nello yazdanesimo sono principalmente praticate in comunità relativamente isolate, dal Khorasan in Iran nord-orientale, all'Iran nord-occidentale, passando per il nord dell'Iraq, per arrivare all'Anatolia.
Il concetto di yazdanesimo ha fatto presa fra i nazionalisti curdi, ma è contestato da altri studiosi di religioni iraniche. D'altra parte sono riconosciute le similarità che intercorrono tra yazidismo e yarsanesimo. Alcuni elementi possono essere fatti risalire a un'antica fede probabilmente dominante nell'Iran occidentale e alla religione mitraica prezoroastriana. Mehrdad Izady definisce lo yazdanesimo come un'antica religione hurrita, e dichiara che il regno di Mitanni potrebbe avere introdotto alcune tradizioni vediche evidenti nello yazdanesimo.

## Etimologia
Mehrdad Izady ricava il termine "yazdanesimo" dal concetto zoroastriano di esseri divini, yazdān, spesso tradotto "angeli" o "arcangeli". Egli si riferisce allo yazdanesimo come se fosse il nome antico di tale religione, anche all'origine del nome "yazidismo", e ha pubblicato prove a sostegno delle sue tesi nel suo libro del 1992 intitolato Kurds: A Concise Handbook.
Una delle poche fonti antiche che menziona i "sipâsîâni", considerato sinonimo di "yazidi", è il Dabestân-e Madâheb, scritto fra il 1645 e il 1658.

## Dottrina

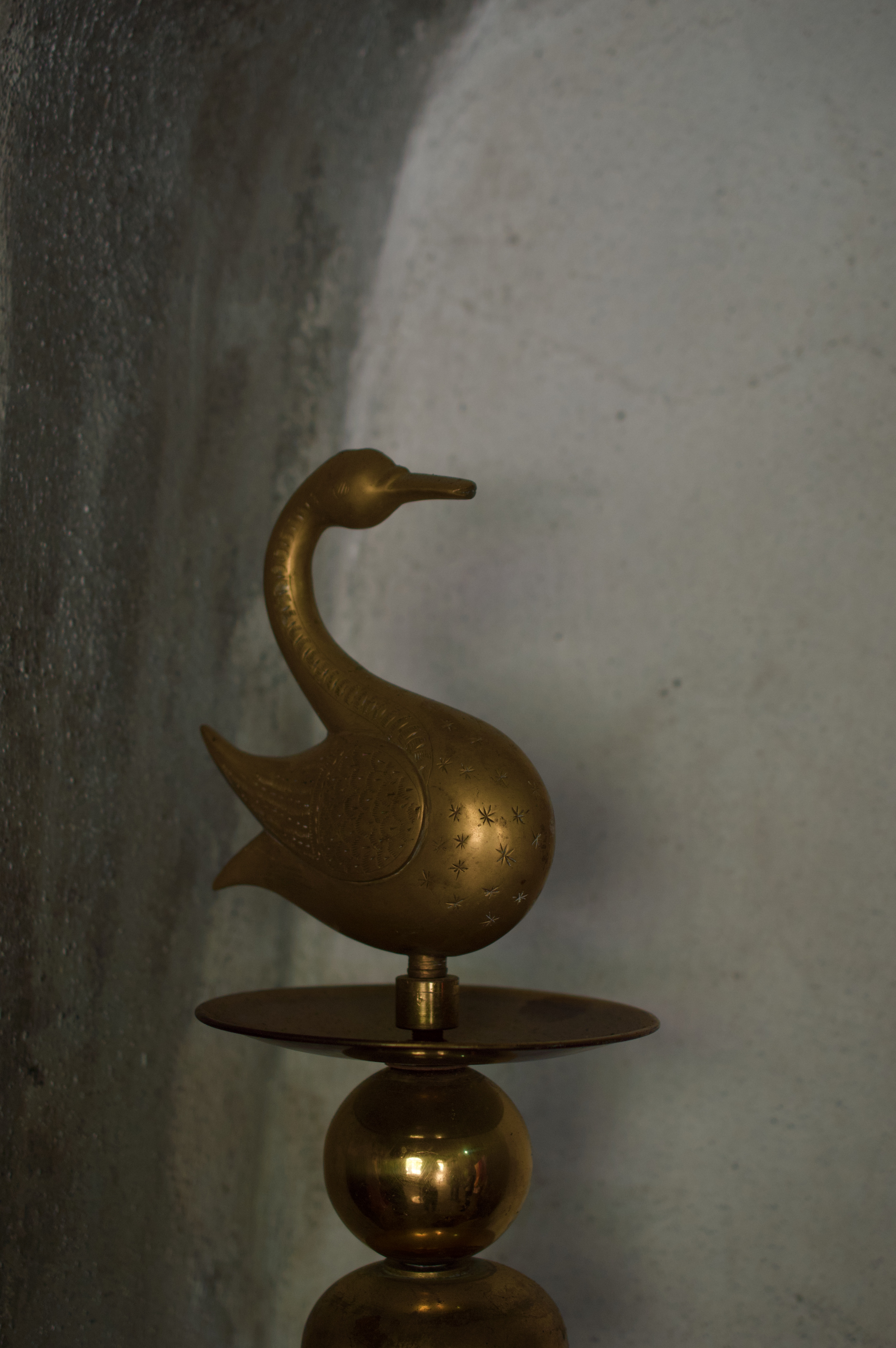
Rappresentazione di Melek Taus al tempio yazida di Khiz Rahman, a Baadre, vicino a Shekhan, Dahuk, Kurdistan iracheno.

Nella teologia yazdana, un Dio assoluto e trascendente (Hâk o Haq) contiene l'intero universo. Egli lega insieme il cosmo con la sua stessa essenza e vi si manifesta come Heft Sirr (tradotto come "Eptade", "Sette Misteri" o "Sette Angeli"), sette esseri divini che supportano la vita universale e possono incarnarsi in persone, bâbâ (letteralmente "porte", anche reso "avatar"). Queste sette emanazioni sono simili ai sette Anunnaki aspetti di Anu nell'antica teologia mesopotamica, e fra di essi Melek Taus (l'"Angelo Pavone" o "Re Pavone") è l'equivalente del dio mesopotamico Dumuzi figlio di Enki. Melek Taus è il dio principale nella teologia yazida. Della Eptade fa parte anche Shaykh Shams al-Din, "Antico Sole della Fede", equivalente a Mitra.
Le religioni yazdane sarebbero eredi della teologia mesopotamica con influenze zoroastriane, esprimendola nel lessico tipico del sufismo arabo e persiano.

### Reincarnazione
Lo yazdanesimo insegna la natura ciclica del mondo e la reincarnazione delle divinità e delle persone, tratto comune a tutte le religioni che lo costituiscono. L'anima di un uomo attraversa varie incarnazioni, in forma umana, animale o persino vegetale. Le religioni yazdane insegnano anche che vi sono sette cicli della vita universale, sei dei quali si sono già svolti mentre il settimo è ancora a venire. In ogni ciclo, sei persone reincarnate (una femmina, cinque maschi) annunceranno la nuova era e la presiederanno, mentre una settima persona sarà la incarnazione dell'eterno, onnipresente e onnipotente Dio stesso.
La reincarnazione delle divinita può avvenire in tre modalità: per riflesso, per possessione, o per incorporazione o personificazione, che è considerata la forma più alta. Gesù, Ali, e le tre guide dei tre rami principali dello yazdanesimo sono tutte considerate personificazioni, ovvero divinità nate in forma umana. La dottrina della reincarnazione è condivisa anche dai nusayri.

### Sette esseri divini

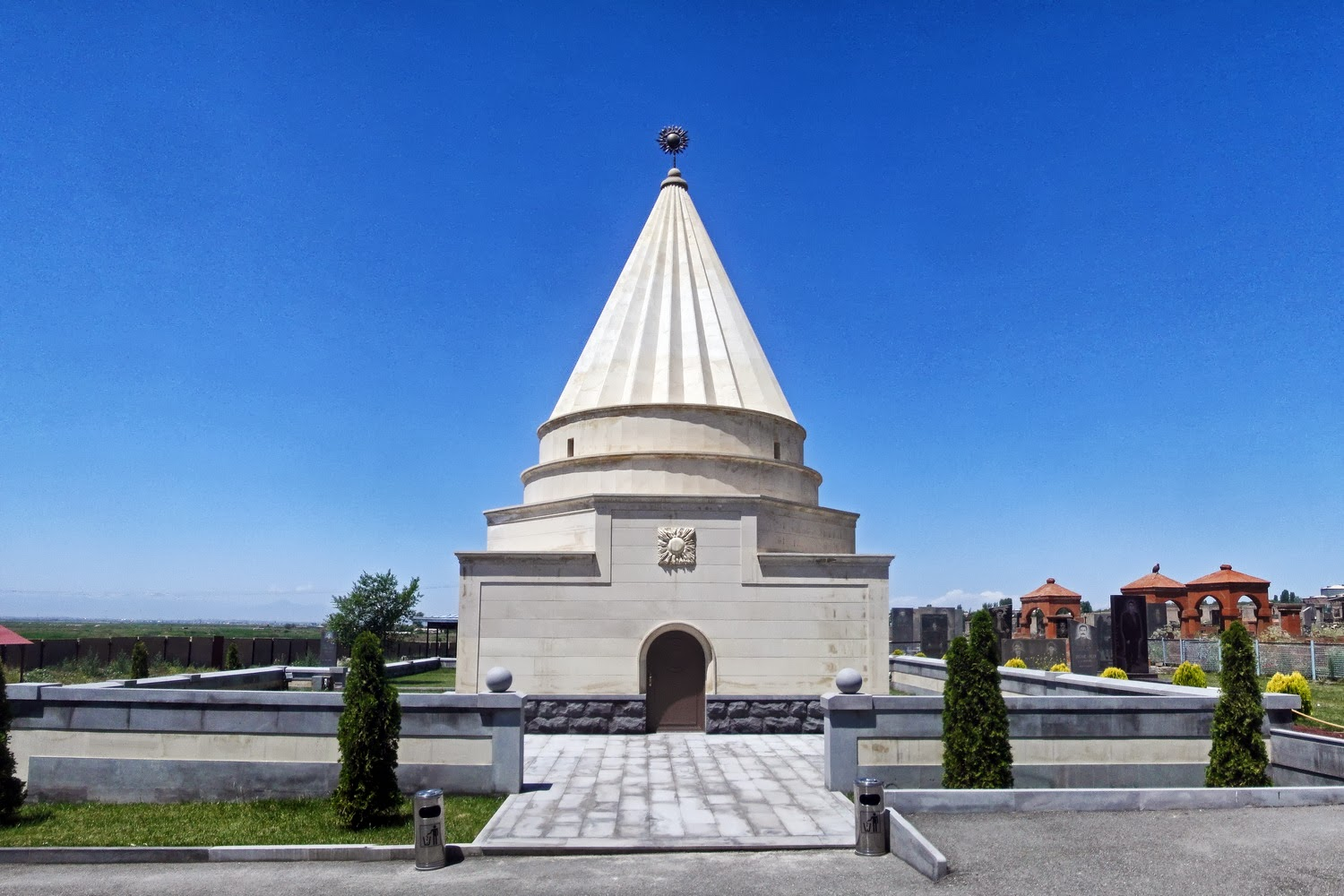
Tempio yazida di Aknalich, Armenia.

Principale caratteristica della teologia dello yazdanesimo è la credenza in sette divinità benevolenti che proteggono il mondo da altrettante entità maligne. Tale concezione esiste nella sua forma più pura nello yarsanesimo e nello yazidismo, nella dottrina della Eptade, chiamata Yedi Ulu Ozan nell'alevismo.
Gli yazidi credono che il Dio supremo creatore del mondo, abbia posto il creato sotto la guida della Eptade, nella quale il dio più importante è Melek Taus. Egli, in qualità di dominatore di questo mondo, è fonte sia del bene che del male, e questo carattere ambivalente è messo in evidenza in miti in cui perde temporaneamente il favore di Dio. Sempre nella mitologia, le sue lacrime di rimorso spengono le fiamme della sua prigione infernale ed egli si riconcilia con Dio.
Musulmani e cristiani identificano Melek Taus come Satana o Iblīs. Gli yazidi contestano tale identificazione con veemenza, dal momento che lo considerano guida della Eptade e non un angelo caduto. Secondo uno studioso:
Gli yazidi del Kurdistan sono stati chiamati in molti modi, il più noto dei quali è "adoratori del diavolo", un termine usato sia da vicini ostili che da occidentali affascinati. Questo epiteto sensazionale non è solo profondamente offensivo nei confronti degli yazidi, ma semplicemente sbagliato.
A causa della identificazione del loro dio come Satana o Iblis, gli yazidi, considerati "adoratori del diavolo", hanno subito nei secoli numerose persecuzioni. La persecuzione degli yazidi continua ad oggi entro i confini del moderno Iraq, sia sotto Saddam Hussein che sotto i rivoluzionari fondamentalisti sunniti. Nell'agosto 2014 gli yazidi sono stati attaccati dall'ISIS durante la sua campagna per "purificare" l'Iraq e le regioni limitrofe da influenza non islamiche.

## Testi sacri

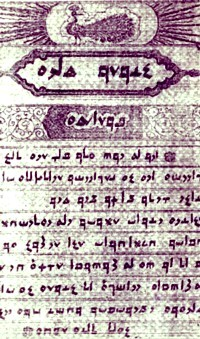
Pagina del Libro della Rivelazione (c. 1074–1164).

Ogni denominazione dello yazdanesimo ha le sue scritture che i fedeli considerano essere più importanti rispetto a scritture anteriori o di altre religioni. Per esempio, lo yazidismo si basa sul Libro Nero (Maṣḥaf-i Räš) e sul Libro della Rivelazione (Kitêba Cilwe).

## Denominazioni

### Yarsanesimo

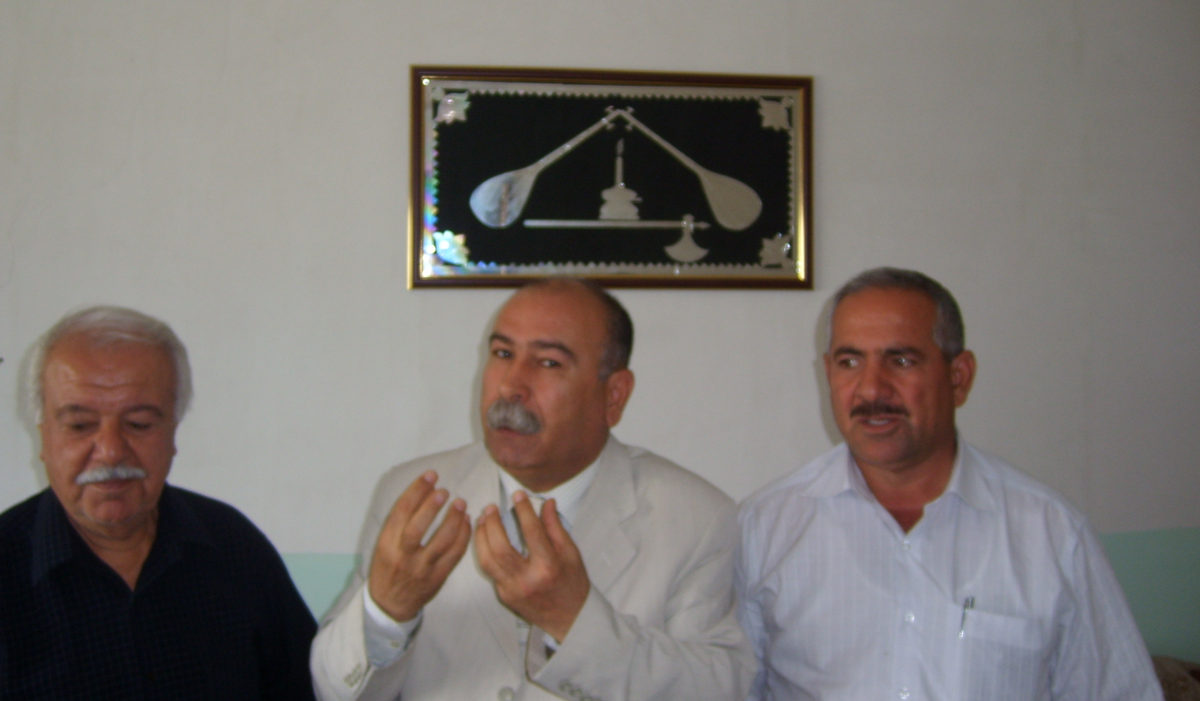
Uomini yarsani.

Dal punto di vista degli yarsani (talvolta chiamati Ahl-e Haqq o "yaresani"), l'universo è composto da due dimensioni diverse ma legate: l'interno (batin) e l'esterno (zahir), entrambi con il proprio ordine e le proprie regole. Nonostante gli umani percepiscano solo il mondo esterno, le loro vite sono governate dalle regole del mondo interno. Tra gli altri pilastri dello yarsanesimo vi è la credenza secondo cui l'essenza di Dio ha successive manifestazioni in forma umana (mazhariyyat, derivato da zahir) e la credenza nella trasmigrazione delle anime (dunaduni in curdo). Come gli yazidi, anche gli yarsani sono stati oggetto di persecuzioni e massacri nel corso della storia.
Il termine Haqq (in Ahl-e Haqq) è spesso confuso col termine arabo per "verità". Esso è invece, come spiegato da Nur Ali Elahi (m. 1974), "distinto dall'arabo... dovrebbe essere scritto Hâq (Hâq-i wâqi) invece che Haqq e compreso come diverso in significato, connotazione ed essenza".

### Yazidismo

Pellegrine alla festa del nuovo anno yazida a Lalish, nel 2017.

Gli yazidi, che hanno molto in comune coi seguaci dello yazdanesimo, credono che il mondo creato da Dio fosse inizialmente una "perla". È rimasto in questo stato, piccolo e protetto, per qualche tempo (spesso stabilito nel numero sacro di quaranta o quarantamila anni) prima di essere ricostituito nello stato attuale. Alla creazione del mondo, Dio convocò l'Eptade e conferì loro il governo sulla creazione. Oltre a Melek Taus, l'Eptade include Sheikh ‘Adī ibn Musāfir al-Umawī (Şêx Adî), il suo compagno Şêx Hasan, e un gruppo noto come i "Quattro Misteri": Shamsadin, Fakhradin, Sajadin e Naserdin.

## Fedeli e diffusione
Ne La guida dei perplessi, Maimonide si riferisce ai fedeli di queste religioni come sabei di Harran (di Carrhae).
I sabei sono menzionati anche nel Corano e negli scritti bahá'í.
Le tre denominazioni dello yazdanesimo sono diffuse entro i seguenti confini geografici:
- Gli aleviti si trovano soprattutto nella Turchia centrale e orientale e nella Siria nordoccidentale, nonché tra i curdi Zaza;
- Gli yarsani si trovano soprattutto nell'Iraq orientale e nordorientale e nell'Iran occidentale;
- Gli yazidi si trovano soprattutto nella regione al confine turco-iracheno, e molti di essi risiedono in Armenia.

### Curdi Goran e Zaza
Numerose comunità di yarsani si trovano anche in alcune regioni dell'Azerbaigian persiano. La città di Ilkhechi (İlxıçı), che si trova 87 km sud ovest di Tabriz, è quasi interamente popolata da yarsani. Per ragioni politiche, tra cui il desiderio di creare un'identità distinta per queste comunità, gli yarsani non sono mai stati definiti parte dei curdi Goran sino agli inizi del XX secolo. Venivano definiti semplicemente "yarsani" oppure "ali-illahiti".
Gruppi con credenze simili esistono anche nel Kurdistan iraniano e altrove, sia tra i curdi Zaza che tra i Goran, entrambi parlanti il ramo hawrami della lingua curda nord-occidentale. Essi sono considerati aderenti a un "alauismo curdo" simile alle religioni dei drusi o degli yazidi.

## Accoglienza della teoria in ambito accademico
Izady ritiene che lo "yazdanesimo" sia un sistema di credenze che precede l'islam di millenni, e che sia più "ariano" che "semitico". Molti curdi si dichiarano musulmani, nonostante siano stati classificati da Izady come yazdani. Izady non asserisce che i curdi musulmani siano yazdani, ma ritiene che i curdi yazdani non siano musulmani, e che si identifichino come tali solo per evitare persecuzioni e discriminazioni.
Mohammad Mokri, noto storico curdo, condivide la tesi secondo cui gli yazdani non siano musulmani. Egli ritiene che questa religione sia "meno islamica della fede bahá'í", che nasce dal bábismo come "una nuova religione non-islamica".

### Critiche
L'idea che esista uno "yazdanesimo" come religione distinta è stata contestata da diversi studiosi. Richard Foltz considera lo yazdanesimo come "religione inventata" da Izady, che secondo Foltz "deve molto di più al nazionalismo curdo contemporaneo che a una reale storia religiosa".
L'antropologa iraniana Ziba Mir-Hosseini afferma che:
"... Izady (1992) ... nella sua urgenza di distanziare l'Ahl-e Haqq dall'Islam conferendogli una ascendenza puramente curda, afferma che questa setta sia la denominazione di una religione di grande antichità che egli chiama "il Culto degli Angeli". Questo culto, egli sostiene, è 'una religione essenzialmente non-semitica, con una sovrastruttura ariana depositatasi su fondamenta religiose indigene dei monti Zagros. Identificare il culto o una qualsiasi delle sue denominazioni come islamiche è semplicemente un errore nato dalla scarsa conoscenza della religione, che precede l'Islam di millenni'. D'altra parte egli manca di portare qualsivoglia prova a supporto della sua teoria, e alcune delle sue affermazioni possono solo definirsi assurde".